# 彼德·施格勒

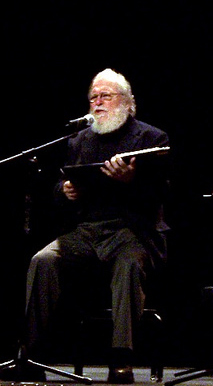
約翰·彼德·施格勒

約翰·彼德·施格勒（英語：Johann Peter Schickele，/ˈʃɪkəli/，1935年7月17日—2024年1月16日），又譯彼得·席寇，是當代美國作曲家、音樂教育家及詼諧文學作家。他除了用原名發表原創的音樂作品外，亦以藝名P.D.Q.巴赫發表一系列惡搞式的古典音樂作品。以此化名而所創作的同類型的作品已經超過一百多首。

## 生平
施格勒出身於美國艾奧瓦州艾姆斯，於華盛頓及北達科他州的法戈長大。父母皆為從法國阿爾薩斯移民過來。先後在法戈中央高校、斯沃斯莫爾學院及茱莉亞音樂學院畢業，在茱莉亞音樂學院時的指導老師是羅伊·哈里斯，另外菲利普·格拉斯是他的同學。
除了投入創作外，施格勒在音樂教育上亦不遺餘力。他曾在美國的公營電台主持認識古典音樂的節目，現存的接近有170輯。節目在1990年代至2000年代在各地輪流播放。
施格勒亦是一名巴松管手，為搖滾三重奏組合「Open Window」成員，並且為該組合創作音樂。其兩位子女Matt and Karla現時亦從事音樂工作。他亦有一位從事電導演及音樂演奏家的哥哥大衛·施格勒，1999年因腦癌過身。
2024年1月16日于纽约州贝尔斯维尔的家中去世，享年八十八岁半。

## 作品

### 彼德·施格勒
施格勒以真名所發表的作品種類頗為多元化，包含了大型管絃樂作品、室樂、獨奏曲、爵士樂、電影及電視等的媒體音樂等。他的作品既融合了歐洲傳統寫法之餘，亦流露出其富美國特色的特質。其中主要的作品有：

#### 室樂
- 為古樂器而寫的組曲《雙連畫》
- 5套器樂合奏曲《單色》
- 2首敲擊樂奏鳴曲
- 1首八重奏、2首鋼琴五重奏、1首四重奏、多首三重奏
- 1首絃樂六重奏、5首絃樂四重奏、1首絃樂三重奏
- 2套藍調組曲

#### 聲樂
- 為男聲合唱而作的《彌撒曲》
- 鋼琴與合唱團協奏曲《十二月份》
- 各式合唱歌曲30多首、獨唱曲約20首

#### 管絃樂
- 最少10首協奏曲（長笛、雙簧管、單簧管、巴松管、大提琴、藍草樂隊、搖滾樂、銅管五重奏、雙簧管與小提琴）
- 兩首交響曲
- 超過20多首其他類型管絃樂作品

#### 媒體音樂
- 15套電影／電視配樂
- 3齣劇場作品

### P.D.Q.巴赫
很多的作品名稱都是以一些大眾所熟識的曲目，被改頭換面或玩換字而變成惡搞作品，不少都甚具名氣。而所有以P. D. Q. 巴赫的作品皆附有編號，全部是S為首-代表施格勒的姓氏，但號碼則完全不按慣性順序標列，包括有S easy as 3.14159265（The Short-Tempered Clavier）；S1227（Overture to "La clemenza di Genghis Khan"；1227是成吉思汗的过世年份）；S. 1½ tsp.（Oratorio: The Seasonings，＂Seasoning＂一字解作調味，因此作品編號則以一茶匙半來代表）等等。

#### 管樂
- 為「嚇怕人的多」的樂器而寫的「大」小夜曲（Grande Serenade for an Awful Lot of Instruments）【以莫扎特《「大組曲」小夜曲》KV361為題】
- 六首「對立」舞曲（Six Contrary Dances）【以布烈頓於歌劇《格洛麗安娜》中的五首宮廷舞曲】

#### 室樂合奏
- 「色情」變奏曲（Erotica Variations）【以貝多芬的鋼琴曲《英雄變奏曲》】
- 為巴松管及大號的《G大調「荷蘭」組曲》（"Dutch" Suite in G）
- 「平庸」五重奏（"Trite" Quintet）【以舒伯特的《鱒魚五重奏》】
- 為兩組互不友好的樂器而寫成的「回音」奏鳴曲（Echo Sonata for Two Unfriendly Groups of Instruments）【以巴托的《為雙鋼琴與敲擊樂的奏鳴曲》】
- 「感冒」的號角聲（Fanfare for the Common Cold）【以柯普蘭的《平民的號角聲》】
- 七重奏 "Schleptet" 【將 Septet 一字惡搞】
- 音樂的「獻祭」（The Musical Sacrifice）【以J.S.巴赫的《音樂的奉獻》BWV1079】
- 「非自願的號角調」（Trumpet Involuntary）【以克林格的《小號凱旋頌》 】

#### 鍵盤樂
- 「詐病」變奏曲（Goldbrick Variations）【以巴赫的鍵盤作品《歌德堡變奏曲》】
- 比蒂·蘇·巴赫記事簿（Notebook for Betty Sue Bach）【以巴赫的《安娜馬德妮娜記事簿》及流行歌手巴迪·霍利的歌曲《Peggy Sue》】
- 馬戲團奏鳴曲（Sonata Da Circo）【以「教會奏鳴曲」 (sonata da chiesa) 或「室內奏鳴曲」 (sonata da camera)的名稱惡搞】
- 戀愛中的奏鳴曲（Sonata Innamorata for Piano Four Hands）
- 「臭脾氣」鍵盤曲集（The Short-Tempered Clavier）【以巴赫的《平分律鋼琴曲集》】
- 「嘟嘟哨子」組曲（Toot Suite）

#### 管絃樂
- 「你好」交響曲（"Howdy" Symphony）【惡搞海頓的名稱】
- 罪惡主義的鼓吹者（"The Preachers of Crimetheus," a ballet in One Selfless Act）
- 1712序曲 【以柴可夫斯基《1812序曲》】
- 貝多芬第5號交響曲的運動旁述（Beethoven Symphony No. 5 Sportscast: New Horizons in Music Appreciation）【以貝多芬的第5號交響曲為骨幹，但加入了旁述】
- 《早餐輪唱讚美詩》（Breakfast Antiphonies）
- 犬類清唱劇「醒來吧！貪睡的狗！」（Wachet, Arf!）【以巴赫的清唱劇BWV140德文標題】
- 圓號與投幣販賣機協奏曲（Concerto for Horn and Hardart）【Horn & Hardart 是美國第一間設有自動售票服務的飲食集團，因此作曲家以一部以投幣發聲的裝置來演奏此曲】
- 鋼琴協奏曲
- 巴松管協奏曲
- 「雙鋼琴比單鋼琴好」的協奏曲【名稱本來沒有問題，但惡搞在作品編號一欄為：S 2 are better than one】
- 《不是小曲》（Eine Kleine Nichtmusik）【以莫扎特《絃樂小夜曲》曲名惡搞的另一首作品，絃樂團將全首莫扎特作品完整演奏，但管樂卻不斷滲入其他作曲家的旋律樂句在其中。这首作品以彼得·席克勒的真名发表，因为乐曲中有在P.D.Q.巴赫时代后来的作曲家的旋律】
- 鋼琴與樂隊的《噱頭幻想曲》（Fantasieshtick）【從舒曼的Fantasiestucke】
- 2首《粗俗協奏曲》（Gross Concerto）【惡搞＂Concerto Grosso＂一詞】
- 《軒登堡協奏曲》（Hindenburg Concerto）【從巴赫的《勃蘭登堡協奏曲》】
- 為雙小提琴及樂隊的《噱頭音樂會樂章》（Konzertshtick for Two Violins Mit Orchestra）【以巴赫的雙小提琴協奏曲】
- 《軍事小步舞曲》（Minuet Militaire）《以舒伯特的《軍事進行曲》》
- 《成吉思汗的仁慈》序曲（Overture to "La clemenza di Genghis Khan"）【以莫扎特的歌劇《迪托的仁慈》】
- C大調前奏曲
- 《低俗的愛因斯坦前奏曲》（Prelude to Einstein on the Fritz）【以格拉斯的歌劇《在沙灘上的愛因斯坦》】
- 《皇家烈酒音樂》（Royal Firewater Musick）【以韓德爾的《皇家煙火音乐》和《水上音乐》】
- 《裸夜曲》（Serenude）【惡搞＂Senerade＂一字】
- 《百姓的理髮師》組曲（Suite from "The Civilian Barber）【以羅西尼的歌劇《西維爾的理髮師》】
- 《未開始交響曲》（Unbegan Symphony）【以舒伯特的《未完成交響曲》

#### 歌劇
5齣歌劇
- 《小惡夢音樂》- 不可撤回的單幕歌劇（A Little Nightmare Music, an Opera in One Irrevocable Act）【惡搞莫扎特的小夜曲K525的英文意譯】
- Hansel and Gretel and Ted and Alice, an Opera in One Unnatural Act【以堪伯丁克的歌劇《糖果屋》及電影《兩對鴛鴦一張床》﹝Bob & Carol & Ted & Alice﹞拼合的名稱。 】
- Oedipus Tex, a dramatic Oratorio or Opera in One Cathartic Act【以史特拉汶斯基的舞台劇《伊底帕斯王》】
- 《費加洛的誘逃》- 簡單化的大型三幕歌劇（The Abduction of Figaro）, a Simply Grand Opera in Three Acts【以莫扎特的歌劇《費加洛的婚禮》及《後宮誘逃》的名稱合成而成。】
- 《恍惚的客人》- 半幕歌劇（The Stoned Guest, a proof Half-Act Opera）【取自莫扎特歌劇《唐喬望尼》中的Stone Guest角色】

不論是以真名或是以化名發表的作品，現時都由Theodore Presser Company負責發行。

## 獎項
施格勒曾多次獲得格林美獎：
- 1989年至1992年，連續四年奪得最佳喜劇專輯
- 2000年獲得最佳古典混合音樂專輯

## 外部連結
- 施格勒/P.D.Q. Bach 官方網站 （页面存档备份，存于）
- Theodore Presser Company網站內有關施格勒的介紹。
- Theodore Presser Company網站內有關 P. D. Q. Bach 的「生平」。